# 基督教享樂主義
基督教享樂主義（英語：Christian hedonism）是一種有爭議性的基督教神學论调，尤其在新教福音派的圈子里。這個詞是由美国归正浸信会牧師约翰·派博在1986年他的書《渴慕神》(Desiring God)所創。在17世紀原子論思想家皮埃尔·伽桑狄改革伊比鳩魯主義到基督教神學。